# 22. oktober
22. oktober er dag 295 i året i den gregorianske kalender (dag 296 i skudår). Der er 70 dage tilbage af året.
Cordulas dag, der ifølge legenden er den eneste af 11.000 jomfruer, der overlever hunnernes overfald (se 21. oktober). Hun gemte sig, men fortrød og blev dræbt da hun kom frem fra sit skjul.

### Begivenheder
Født - Dødsfald
- 1797 - Det første faldskærmsudspring gennemføres. Det udføres af André-Jacques Garnerin fra en ballon ca. 2 km over Parc Monceau, Paris.
- 1863 - Den første sporvognslinie åbnes i København. Det er en hestesporvognslinie fra Sankt Annæ Plads til Trommesalen.
- 1883 - Metropolitan Operaen i New York åbner.
- 1938 - Verdens første kopimaskine ser dagens lys i Astoria.
- 1943 - Filippinerne erklærer sig uafhængig.
- 1951 - Grækenland og Tyrkiet optages i NATO.
- 1953 - Laos opnår uafhængighed af Frankrig.
- 1962 - John F. Kennedy meddeler i en tv-transmitteret tale, at USA har indledt blokade mod Cuba, fordi der er observeret sovjetiske missilanlæg på øen - begyndelsen til Cubakrisen.
- 1962 - Nelson Mandelas retssag indledes i Sydafrika. Han erklærer sig ikke skyldig.
- 1964 - Jean-Paul Sartre tildeles nobelprisen i litteratur - men afslår at modtage den.
- 1966 - TV-spørgeprogrammet Spørg Århus sendes første gang
- 1979 - Shahen af Iran Mohammad Reza Pahlavi får tilladelse til at rejse ind i USA for at modtage medicinsk behandling.
- 1992 - Et flertal bestående af oppositionspartierne Socialdemokratiet, Radikale Venstre og Socialistisk Folkeparti enes om et kompromis om Danmarks forhold til EF i forbindelse med genforhandlingerne af Maastrichttraktaten. Det er senere blevet kendt som Det nationale kompromis eller de fire forbehold.
- 2005 - Det Europæiske Melodi Grand Prix fejrer 50 års jubilæum med en kæmpekoncert i Forum i København, hvor ABBA's "Waterloo" fra 1974 kåres til alle tiders vinder.
- 2005 - Ved et flystyrt i Nigeria omkommer alle 117 ombordværende.
- 2009 - Windows 7, efterfølgeren til Windows Vista kommer på markedet.

### Født
- 1811 - Franz Liszt, ungarsk komponist og pianist (død 1886).
- 1857 - M.P. Friis, dansk politiker og statminister (død 1944).
- 1860 - Julius Paulsen, dansk maler (død 1940).
- 1904 - Karen Lykkehus, dansk skuespiller (død 1992).
- 1904   - Jens Lillelund, dansk direktør og modstandsmand (død 1981).
- 1908 - Ole Monty, dansk skuespiller (død 1977).
- 1912 - Peer Guldbrandsen, dansk forfatter, instruktør og skuespiller (død 1996).
- 1913 - Robert Capa, ungarsk-født, amerikansk fotograf (død 1954).
- 1915 - Camma Larsen-Ledet, dansk politiker, borgmester og minister (død 1991).
- 1917 - Joan Fontaine, engelsk skuespillerinde (død 2013).
- 1919 - Doris Lessing, engelsk forfatter (død 2013).
- 1921 - John Wittig, dansk skuespiller (død 1987).
- 1922 - Søren Weiss, kgl. dansk skuespiller og balletdanser (død 2001).
- 1923 - Jørgen Selchau, dansk arkitekt (død 1997).
- 1924 - Lily Weiding, dansk skuespillerinde (død 2021).
- 1924   - Arne Melchior, dansk politiker og tidligere minister (død 2016).
- 1925 - Robert Rauschenberg, amerikansk kunstner (død 2008).
- 1925   - Ulla Hodell, svensk skuespillerinde (død 2009).
- 1935 - Inge Eriksen, dansk forfatter (død 2015).
- 1938 - Derek Jacoby, engelsk skuespiller.
- 1943 - Catherine Deneuve, fransk skuespillerinde.
- 1948 - Bo Holten, dansk komponist.
- 1979 - Cecilie Stenspil, dansk skuespillerinde.
- 1987 - Mikkel Hansen, dansk håndboldspiller

### Dødsfald
- 1906 - Paul Cezanne, fransk kunstmaler (født 1839).
- 1942 - Olga Svendsen, dansk skuespiller og sanger (født 1883).
- 1960 - Inger Merete Nordentoft, dansk politiker (født 1903).
- 1973 - Pau Casals, catalansk cellist og dirigent (født 1876).
- 1979 - Hakon Mielche, dansk forfatter, tegner og journalist (født 1904).
- 1979   - Nadia Boulanger, fransk musikpædagog og dirigent (født 1887).
- 1985 - Ewald Epe, dansk revytekstforfatter (født 1912).
- 1992 - Erling Bloch, kgl. dansk kapelmusicus (født 1904).
- 1995 - Kingsley Amis, engelsk forfatter (født 1922).
- 1998 - Eric Ambler, engelsk forfatter (født 1909).
- 2009 - Anders Brill, dansk trommeslager og journalist (født 1947).
- 2019 - Ole Henrik Laub, dansk forfatter (født 1937).

|  | Denne datoartikel kan blive bedre, hvis der indsættes et (bedre) billede Du kan hjælpe ved at afsøge Wikimedia Commons for et passende billede eller uploade et godt billede til Wikimedia Commons iht. de tilladte licenser og indsætte det i artiklen. |